# نيكولا كيدجو
نيكولا كيدجو مواليد 12 أغسطس 1988 في كرواتيا، هو لاعب كرة يد كرواتي يلعب كظهير أيمن. مثل منتخب كرواتيا لكرة اليد.

## المسيرة الاحترافية
لعب مع نادي ثيوداد ريال لكرة اليد في الدوري الإسباني في موسم 2005-2006، ثم لعب مع دوبروجا سود كونستانتسا في الدوري الروماني في سنة 2014، ثم لعب مع نادي قطر في موسم 2014-2015.

## روابط خارجية
- نيكولا كيدجو على موقع الاتحاد الأوروبي لكرة اليد (الإنجليزية)